# Acide gadobénique
 (avril 2018).
Si vous disposez d'ouvrages ou d'articles de référence ou si vous connaissez des sites web de qualité traitant du thème abordé ici, merci de compléter l'article en donnant les références utiles à sa vérifiabilité et en les liant à la section « Notes et références ».
L'acide gadobénique est un agent de contraste pour l'IRM dérivé du gadolinium.

## Positionnement
Il s'agit d'un chélate de gadolinium à distribution extracellulaire qui entraîne un contraste positif[Quoi ?].
Il est éliminé par les reins et en partie par le foie (seulement autorisé pour le contraste de ce dernier dans l'UE).

## Effets indésirables
- Nausées, céphalées et éruption cutanée : rare[Combien ?].
- Fibrose néphrogène systémique avec atteinte organique et lésions cutanées chez les patients atteints d'une insuffisance rénale.